# Magnetische slinger

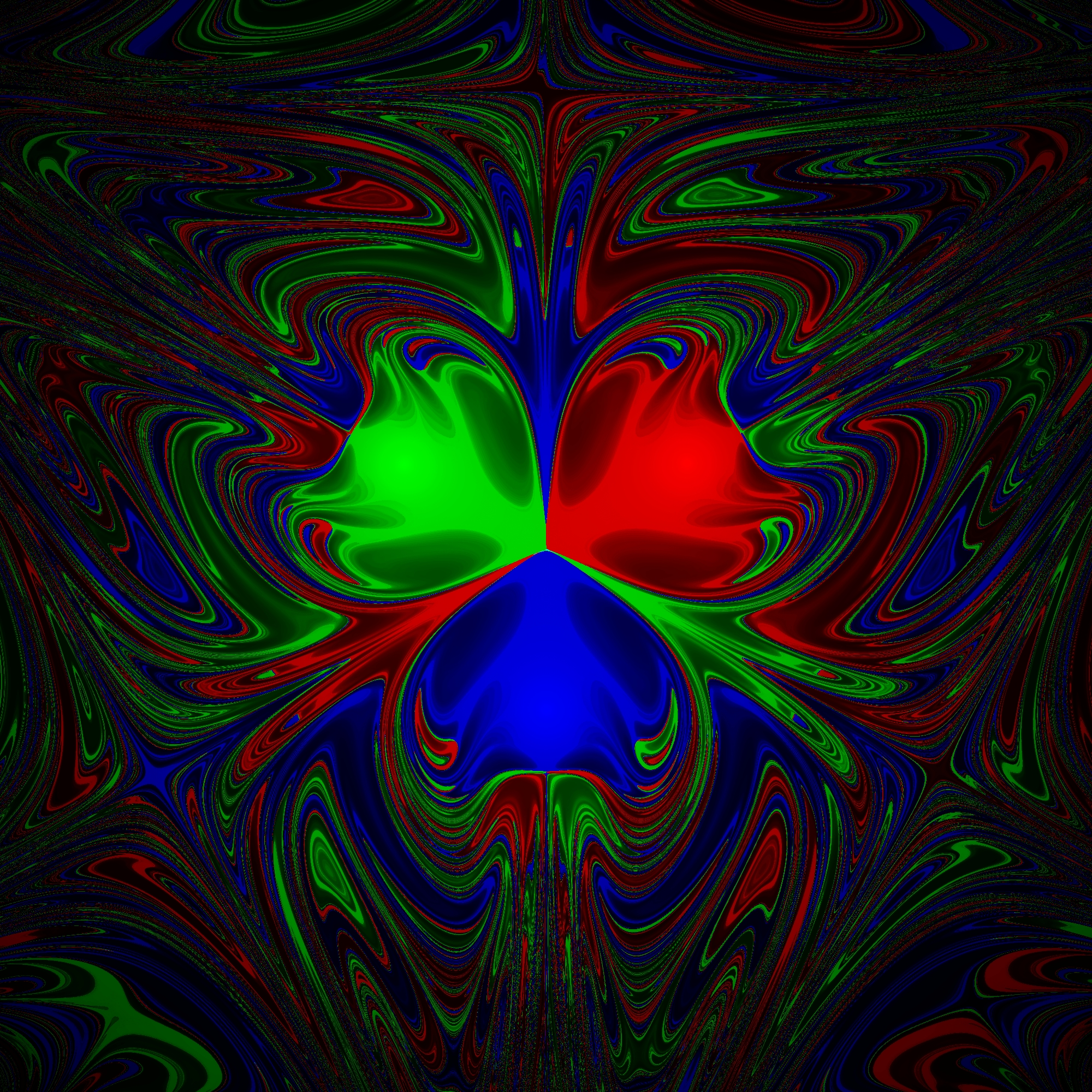
Kaart van het gedrag van een magnetische slinger boven drie magneten. Elk punt correspondeert met een startpunt van de slinger. De drie kleuren geeft de magneet aan waar de bal boven tot stilstand komt. Hoe feller de kleur, des te sneller bereikt de slinger dit eindpunt. De helderste punten geven zodoende de posities boven de magneten aan.

Een magnetische slinger bestaat uit een ijzeren bal aan een draad, die boven een aantal magneten kan bewegen zonder ze te raken. Als men de slinger een uitslag geeft en loslaat, beweegt de bal onder invloed van de zwaartekracht en de magnetische krachten. Als de aanvankelijke uitwijking groot genoeg is, kan de slinger aan de aantrekkingskracht van afzonderlijke magneten ontsnappen en een deterministisch chaotische baan beschrijven. 
Zijn er wrijvingskrachten in het spel, dan komt de slinger ten slotte tot stilstand boven een van de magneten. Een minieme verandering van de uitgangspositie leidt tot een uiteindelijke stilstand boven een andere magneet.
In de bijgaande figuur is voor iedere beginpositie met kleuren de eindpositie boven een van de magneten aangegeven.